# Benoni Beheyt
Benoni Beheyt (Zwijnaarde, 27 settembre 1940) è un ex ciclista su strada e pistard belga.
Professionista dal 1962 al 1968, vinse i campionati del mondo su strada nel 1963 a Ronse.
Dopo aver colto numerose vittorie nelle categorie giovanili e dilettantistiche, da professionista si aggiudicò, oltre al titolo iridato, corse di primo rilievo come la Gand-Wevelgem e il Grand Prix de Fourmies (nel 1963), vincendo inoltre la tappa di Versailles al Tour de France 1964.

## Carriera

### Gli esordi e il debutto dapro
Cominciò a gareggiare nel ciclismo all'età di quindici anni – la nonna gli regalò una bicicletta da corsa nuova – e vinse la prima competizione, la Poeke-Nevele, a sedici. Nella categoria allievi si aggiudicò in totale 44 corse, tra gli juniores 33, poi gareggiò per alcuni anni da dilettante, rappresentando anche il Belgio ai Giochi olimpici di Roma nel 1960 (concluse settimo nella corsa individuale vinta dal sovietico Viktor Kapitonov).
Passò professionista nel 1962 tra le file della Wiel's-Groene Leeuw, squadra diretta da Albert Kimpe, ottenendo subito numerosi risultati, fra cui il terzo posto nella Parigi-Tours e il quinto nei campionati belgi. Vinse anche un paio di corse, una tappa del Tour du Nord e la Bruxelles-Ingooigem; fu inoltre attivo e vittorioso nelle kermesse e nei criterium in territorio belga.

### 1963: il titolo mondiale
Il crocevia della sua carriera fu però il biennio 1963-1964, anni in cui riuscì ad ottenere i risultati più importanti. Nel 1963 prese parte alle classiche primaverili del nord: riuscì ad aggiudicarsi la prestigiosa Gand-Wevelgem, fu poi secondo al Giro delle Fiandre Occidentali, quinto alla Freccia del Brabante, tredicesimo alla Parigi-Roubaix e quattordicesimo al Giro delle Fiandre. Tra giugno e luglio corse quindi il suo primo Tour de France: chiuse nelle posizioni di rincalzo, ma ottenne comunque dieci piazzamenti nei primi dieci, fra i quali spicca il secondo posto nella ventunesima tappa, quella con arrivo a Parigi, dietro al connazionale Rik Van Looy.
Fu quindi convocato per i mondiali casalinghi di Ronse, in programma per l'11 agosto, con il compito di lavorare da gregario per lo stesso Van Looy, allora indiscusso capitano della Nazionale belga. Van Looy, favorito per la vittoria e già iridato nel 1960 e nel 1961, venne però beffato: Beheyt, resosi conto che il capitano arrivava allo sprint stravolto dopo una corsa impegnativa, prima gli tirò la volata, poi fece per spostarsi al fine di farlo passare. A quel punto però non si rialzò, anzi continuò a pedalare, mantenne la prima posizione e andò a superare di poco il compagno di squadra sul traguardo. La vittoria del mondiale andò a Benoni Beheyt.
La carriera subito dopo il titolo mondiale per lui non fu però facile: faticò infatti, nonostante alcuni successi di rilievo, a ottenere ingaggi, riconoscimenti e inviti alle kermesse. Questo in parte per la nomea di "traditore" legata ai fatti di Ronse, ma anche e soprattutto a causa dell'ostruzionismo di Van Looy, sempre memore dell'affronto. Il campione di Herentals, che per anni non rivolse più la parola al giovane gregario, in molte corse incaricava la sua squadra di marcare Beheyt al fine di non lasciargli possibilità di successo; inoltre, dall'alto di una notevole fama e di un palmarès molto ampio, minacciava sovente di non presentarsi a quelle kermesse in cui fosse stato invitato anche il "rivale", costringendo così gli organizzatori a lasciare a casa proprio Beheyt.

### Gli ultimi anni e il ritiro
Nel 1964 la stagione di Beheyt con indosso la maglia iridata fu comunque ancora ricca di risultati: vinse il Giro del Belgio, una tappa al Tour de France e fu secondo sia alla Parigi-Roubaix che al Giro delle Fiandre, terzo alla Parigi-Bruxelles, quarto alla Parigi-Tours e quinto ai campionati nazionali. Ai campionati del mondo di Sallanches, cui partecipò di diritto come campione uscente, chiuse invece undicesimo. Nel 1965 al Tour de France ottenne ancora numerosi piazzamenti ma non colse vittorie; si aggiudicò il Circuito delle Fiandre Centrali e numerosi criterium, ma furono questi i suoi ultimi risultati, prima del prematuro ritiro dall'attività ad appena ventisei anni.
Dopo il ritiro aprì un negozio di biciclette dove lavorò per trent'anni. Svolse anche il mestiere di poliziotto, finendo però al centro di un caso di cronaca: mentre si esercitava con la pistola ferì infatti mortalmente il figlio piccolo. Negli ultimi anni è stato anche giudice di corsa in competizioni professionistiche, seguendo i ciclisti in moto e segnalando alla giuria eventuali infrazioni. È il suocero di Kurt Van Keirsbulck, professionista dal 1988 al 1991, e il nonno di Guillaume Van Keirsbulck.

## Palmarès

### Strada
- 1960 (dilettanti)

Campionati belgi militari, Prova in linea
3ª tappa 1ª semitappa Ronde van Limburg
- 1961 (dilettanti)

3ª tappa Ronde van Limburg
- 1962

Bruxelles-Ingooigem
1ª tappa Tour du Nord
- 1963

Campionati del mondo, Prova in linea
Gand-Wevelgem
Grand Prix de Fourmies
Anvers-Ougrée
Bruxelles-Alsemberg
Tour de Wallonie
- 1964

Classifica generale Giro del Belgio
Tour de la Flandre orientale
22ª tappa, 1ª semitappa Tour de France
1ª tappa Tour de Sud-Est
2ª tappa Tour de Sud-Est
1ª tappa Circuit du Provinçal
Classifica generale Circuit du Provençal
- 1965

Circuit de Flandre Centrale

#### Altri successi
- 1962

Grand Prix Wingene - Kampioenschap van West-Vlaanderen (Kermesse)
Kermesse di Willebroek
Kermesse di Melle
Kermesse di Aartrijke
Criterium di Melle
Criterium di Baasrode
Criterium di Erembodegem
Criterium di Erembodegem
Criterium di Boekhoute
Criterium di Schoonaarde
Criterium di Tongeren
- 1963

Kermesse di Bellegem
Kermesse di Sint-Andries
Criterium di Saint-Just-sur-Loire
Criterium di Gavere
- 1964

Classifica a punti Giro del Belgio
Grand Prix de Vanne (Criterium)
Kermesse di Izenberge
Kermesse di Westouter
Kermesse di Zele
Criterium di Londerzeel
Criterium di Callac
Criterium di Aalst
Criterium di Ronde d'Aix-en-Provence
Criterium di Bourcefranc
Criterium di Ploudalmezeau
Criterium di Gavere
- 1965

Criterium di Plumeliau
Criterium di Gap
Criterium di Trellisac

### Pista
- 1960 (dilettanti)

Campionati belgi, Madison (con Charles Rabaey)

## Piazzamenti

### Grandi Giri
- Tour de France

1963: 49º
1964: 49º
1965: 47º

### Classiche monumento
- Milano-Sanremo

1962: 36º
1963: 29º
1964: 15º
- Giro delle Fiandre

1963: 14º
1964: 2º
1966: 49º
- Parigi-Roubaix

1962: 74º
1963: 13º
1964: 2º
1965: 14º
- Liegi-Bastogne-Liegi

1963: ritirato
1964: ritirato
1965: 16º

### Competizioni mondiali
- Campionati del mondo

Ronse 1963 - In linea: vincitore
Sallanches 1964 - In linea: 11º
- Giochi olimpici

Roma 1960 - In linea: 7º
Roma 1960 - Cronosquadre: 18º